# Sistema de pressão

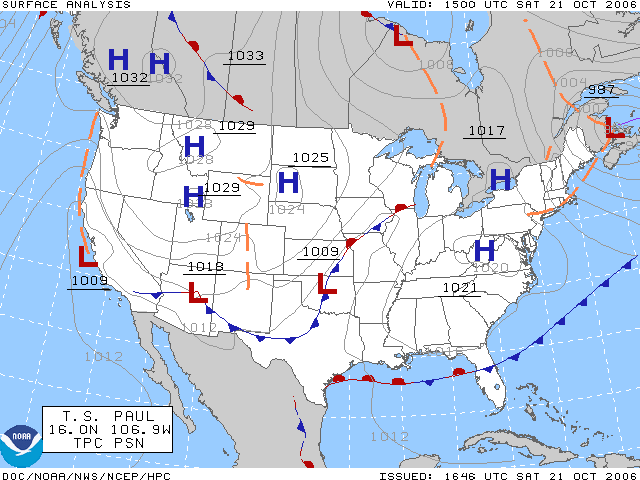
Mapa de sistemas de pressão na América do Norte

Um sistema de pressão é um pico ou intervalo relativo na distribuição de pressão ao nível do mar. A pressão da superfície ao nível do mar varia minimamente, com o valor mais baixo medido 87 kPa (26 inHg) e o maior registado 108.57 kPa (32.06 inHg). Os sistemas de alta e baixa pressão evoluem devido às interações de diferenciais de temperatura na atmosfera, diferenças de temperatura entre a atmosfera e a água nos oceanos e lagos, a influência de distúrbios de nível superior, bem como a quantidade de aquecimento solar ou arrefecimento por radiação que a área recebe. Os sistemas de pressão fazem com que o clima seja sentido localmente. Os sistemas de baixa pressão estão associados a nuvens e precipitação que minimizam as mudanças de temperatura ao longo do dia, enquanto os sistemas de alta pressão normalmente se associam com o tempo seco e principalmente céu claro com maiores mudanças de temperatura diurna devido à maior radiação à noite e mais sol durante o dia. Os sistemas de pressão são analisados por aqueles no campo da meteorologia em mapas meteorológicos de superfície.

## Sistema de baixa pressão

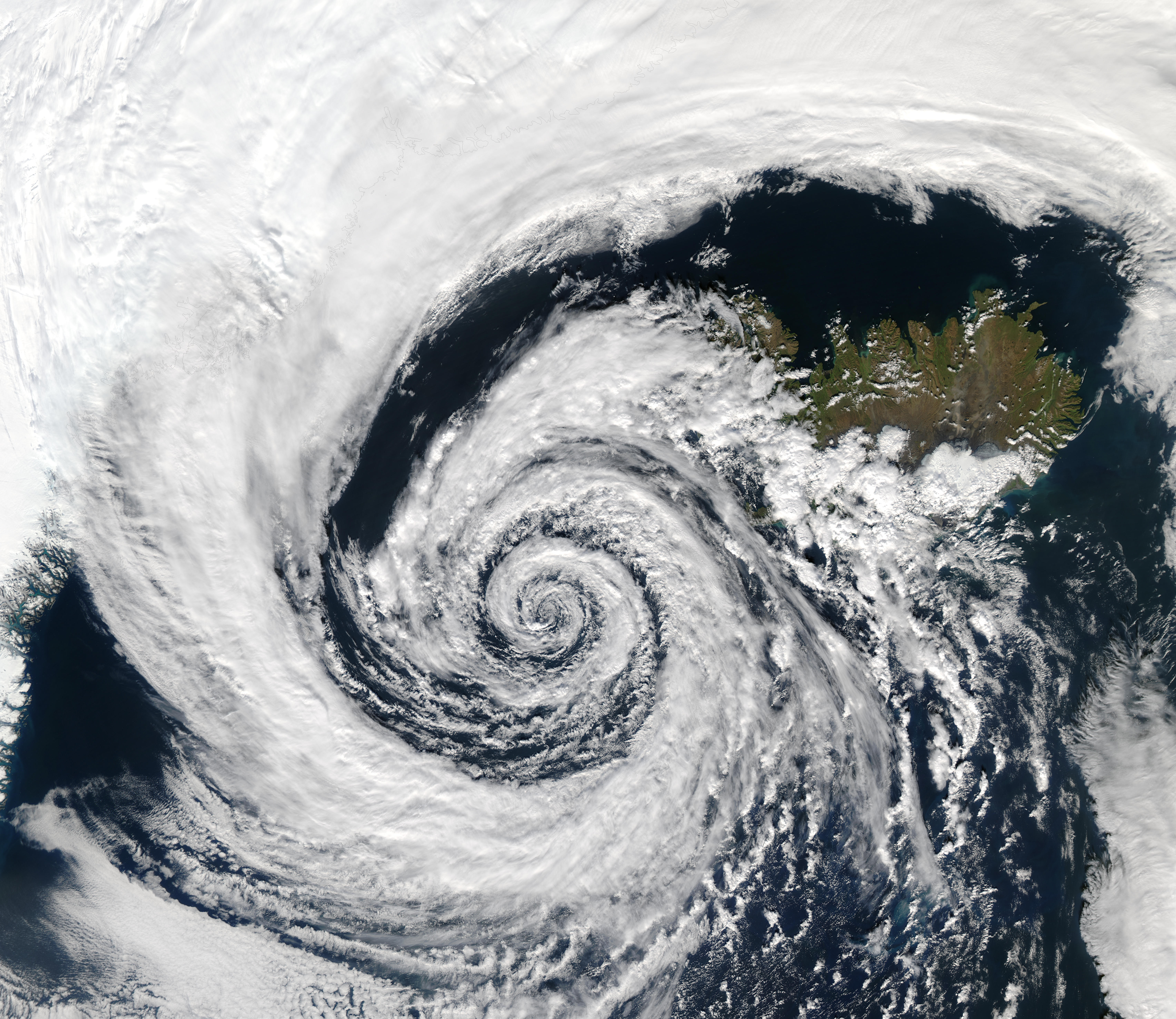
Um ciclone extratropical gira em torno da costa sudoeste da Islândia.

Uma área de baixa pressão, ou "baixa", é uma região onde a pressão atmosférica ao nível do mar está abaixo das localidades vizinhas. Os sistemas de baixa pressão se formam sob áreas de divergência do vento que ocorrem nos níveis superiores da troposfera. O processo de formação de uma área de baixa pressão é conhecido como ciclogênese. No campo da dinâmica atmosférica, as áreas de divergência do vento no alto ocorrem em duas áreas:
- No lado leste das cristas superiores, que formam a metade de uma onda de Rossby dentro dos Westerlies (uma crista com grande comprimento de onda, que se estende pela troposfera).
- À frente de cristas de ondas curtas embutidas, que têm comprimentos de onda menores.

Os ventos divergentes à frente dessas depressões causam elevação atmosférica na troposfera abaixo, o que reduz as pressões na superfície, pois o movimento ascendente parcialmente neutraliza a força da gravidade.
As baixas térmicas formam-se devido ao aquecimento localizado causado pela maior insolação sobre desertos e outras massas de terra. Como as áreas localizadas de ar quente são menos densas do que os seus arredores, esse ar mais quente sobe, o que diminui a pressão atmosférica perto daquela parte da superfície da Terra. Baixas térmicas em grande escala sobre os continentes ajudam a criar gradientes de pressão que impulsionam as circulações das monções. As áreas de baixa pressão também podem se formar devido à atividade organizada da tempestade sobre a água quente. Quando isso ocorre nos trópicos em conjunto com a Zona de Convergência Intertropical, é conhecido como vale das monções. Os vales das monções atingem a sua extensão ao norte em agosto e ao sul em fevereiro. Quando um baixo convectivo adquire uma circulação bem definida nos trópicos, é denominado ciclone tropical. Os ciclones tropicais podem se formar durante qualquer mês do ano globalmente, mas podem ocorrer tanto no hemisfério norte quanto no hemisfério sul durante novembro.
A elevação atmosférica causada pela convergência do vento de baixo nível na superfície traz nuvens e, potencialmente, precipitação. Os céus nublados da área de baixa pressão atuam para minimizar a variação diurna da temperatura. Como as nuvens refletem a luz do sol, a radiação solar de ondas curtas que chega é menor, o que causa temperaturas mais baixas durante o dia. À noite, o efeito de absorção das nuvens na radiação de onda longa que sai, como a energia térmica da superfície, permite baixas temperaturas diurnas mais quentes em todas as estações. Quanto mais forte for a área de baixa pressão, mais fortes serão os ventos experimentados nas proximidades. Em todo o mundo, os sistemas de baixa pressão localizam-se com mais frequência no planalto tibetano e a sotavento das montanhas rochosas. Na Europa - em particular no Reino Unido e nos Países Baixos - os sistemas meteorológicos de baixa pressão recorrentes são normalmente conhecidos como depressões. A pressão barométrica não tornádica mais baixa registada foi de 870 hPa (26 inHg), ocorrendo no Pacífico Ocidental durante o Tufão Tip em 12 de outubro de 1979.

## Sistema de alta pressão

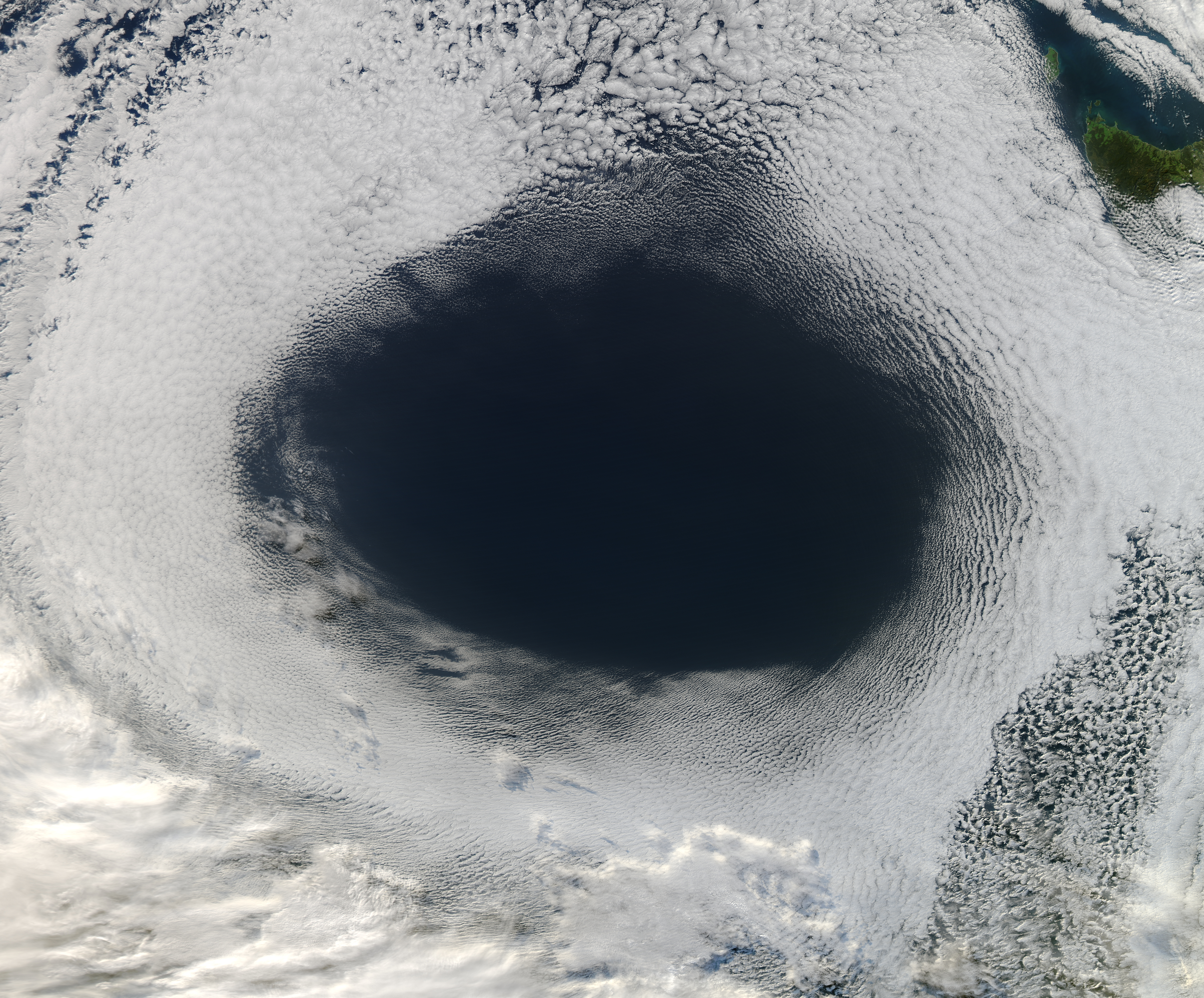
Imagem de satélite de uma área de alta pressão ao sul da Austrália, evidenciada pela clareira nas nuvens

Os sistemas de alta pressão são freqüentemente associados a ventos fracos na superfície e subsidência através da porção inferior da troposfera. Em geral, a subsidência irá secar uma massa de ar por aquecimento adiabático ou compressional. Assim, a alta pressão normalmente traz céus limpos. Durante o dia, uma vez que nenhuma nuvem está presente para refletir a luz solar, há mais radiação solar de ondas curtas entrando e a temperatura aumenta. À noite, a ausência de nuvens significa que a radiação de onda longa de saída (ou seja, a energia térmica da superfície) não é absorvida, resultando em baixas temperaturas diurnas mais frias em todas as estações. Quando os ventos de superfície tornam-se fracos, a subsidência produzida diretamente sob um sistema de alta pressão pode levar à acúmulação de partículas em áreas urbanas sob a crista, levando a uma névoa generalizada. Se a húmidade relativa de baixo nível subir para 100 por cento durante a noite, pode formar-se névoa.
Sistemas de alta pressão fortes, mas verticalmente rasos, movendo-se de latitudes mais altas para latitudes mais baixas no hemisfério norte, estão associados a massas de ar ártico continental. A inversão de temperatura baixa e aguda pode levar a áreas de estratocumulus persistente ou nuvem de estrato, conhecido em termos coloquiais como escuridão anticiclônica. O tipo de clima provocado por um anticiclone depende de sua origem. Por exemplo, extensões da alta pressão das bolhas nos Açores podem provocar uma escuridão anticiclônica durante o inverno, pois são aquecidas na base e retêm a húmidade à medida que se movem sobre os oceanos mais quentes. As altas pressões que aumentam para o norte e se estendem para o sul geralmente trazem tempo bom. Isso se deve ao fato de ser resfriado na base (em vez de aquecido), o que ajuda a evitar a formação de nuvens. A pressão barométrica mais alta já registada na Terra foi 1,085.7 hPa (32.06 inHg) medido em Tonsontsengel, Mongólia, em 19 de dezembro de 2001.

## Mapas meteorológicos de superfície

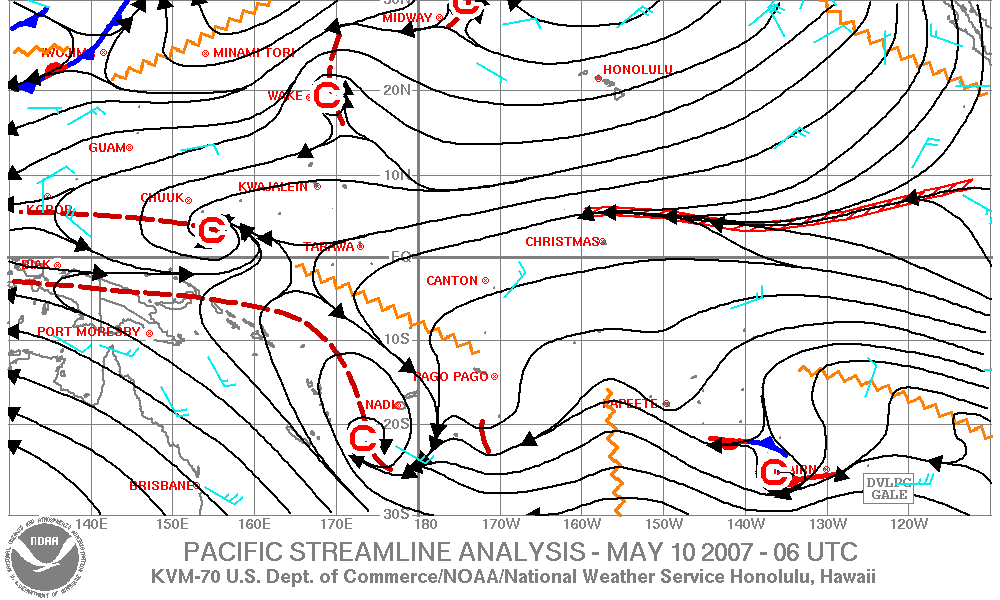
Simplifique a análise do Oceano Pacífico tropical

Uma análise meteorológica de superfície é um tipo de mapa meteorológico que descreve as posições para áreas de alta e baixa pressão, bem como vários tipos de sistemas de escala sinótica , como zonas frontais. Isotérmicas podem ser desenhadas nesses mapas, que são linhas de temperatura igual. As isotérmicas são desenhadas normalmente como linhas sólidas em um intervalo de temperatura preferido. Eles mostram gradientes de temperatura, que podem ser úteis para encontrar frentes, que estão no lado quente de grandes gradientes de temperatura. Ao traçar a linha de congelamento, as isotérmicas podem ser úteis na determinação do tipo de precipitação. Sistemas convectivos de mesoescala, como ciclones tropicais, limites de vazão e linhas de instabilidade também são analisados em análises climáticas de superfície.

A análise isobárica é realizada nesses mapas, que envolve a construção de linhas de pressão média igual ao nível do mar. As linhas fechadas mais internas indicam as posições dos máximos e mínimos relativos no campo de pressão. Os mínimos são chamados de áreas de baixa pressão e os máximos são chamados de áreas de alta pressão. Um alto é geralmente mostrado como A e um baixo é mostrado como B. Áreas alongadas de baixa pressão, ou vales, às vezes são plotadas como linhas pontilhadas grossas e marrons no eixo do vale. Isobaras são comumente usados para colocar os limites da superfície das latitudes dos cavalos em direção aos pólos, enquanto análises simplificadas são usadas nos trópicos. Uma análise simplificada é uma série de setas orientadas paralelamente ao vento, mostrando o movimento do vento dentro de uma determinada área geográfica. Cs representa fluxo ciclônico ou prováveis áreas de baixa pressão, enquanto As representa fluxo anticiclônico ou prováveis posições de áreas de alta pressão. Uma área de linhas de fluxo confluentes mostra a localização das linhas de cisalhamento nos trópicos e subtrópicos.